# Petra Wolf-Perraudin
Petra-Kristin Wolf-Perraudin (geb. in Braunschweig) ist eine deutsche Opern- und Konzertsängerin (Mezzosopran), Sprech- und Gesangspädagogin und Stimmbildnerin.

## Leben

### Anfänge und Ausbildung
Petra Wolf-Perraudin (geb. Wolf, vorehelich: Petra-Kristin Wolf) wuchs in Hamburg auf. Erste Erfahrungen in der musikalischen Aufführungspraxis sammelte sie gesanglich bereits während ihrer Schulzeit. Sie war Mitglied im Kinderchor des NDR und hatte mit dem Chor Auftritte in Rundfunk und Fernsehen, bei Schallplattenaufnahmen und Konzerten, darunter in der Hamburger Erstaufführung von Brittens War Requiem im November 1966 in der Laeiszhalle. Sie wirkte auch im Rahmen von Kirchenmusikveranstaltungen mit. Die Schulausbildung beendete sie am Walddörfer-Gymnasium Hamburg („Walddörferschule“) mit dem Musikabitur.
An der Hochschule für Musik und Darstellende Kunst Hamburg studierte sie dann ab 1974 zunächst Musikpädagogik für Höheres Lehramt. 1976 wechselte zum Solo-Gesangsstudium, u. a. bei der Hamburger Altistin, Hochschulprofessorin und Kammersängerin Gisela Litz, das sie 1982 zunächst mit dem Lieddiplom und 1984 mit dem Opern- und Konzertdiplom abschloss. In einer Aufführung der Opernklasse der Hamburger Musikhochschule sang sie 1984 die Rolle des Hirten Endimione in La Calisto. 1984 sang sie in einer Aufführung der Opernklasse der Hamburger Musikhochschule als Abschlussrolle die Partie der Frau Reich in der Oper Die lustigen Weiber von Windsor. Außerdem erhielt sie eine mehrjährige Sprechausbildung bei Willy Schlingplässer und Ursula Gompf, die sie nach dem Studium fortsetzte.
Wolf-Perraudin absolvierte außerdem von 1975 bis 1981 als zweites Vollstudium an der Universität Hamburg ein Studium der Zahnmedizin mit Staatsexamen und Approbation.
1986 studierte sie Lied- und Oratorien-Interpretation bei Christa Ludwig. Von 1986 bis 1991 absolvierte sie ein Aufbaustudium im Fach Gesang bei Dietger Jacob, Köln/Hamburg. 1986 wurde sie mit dem Sängerförderungspreis der Stadt Salzburg ausgezeichnet.

### Engagements als Opernsängerin
1985, unmittelbar nach dem Studium, wurde sie vom Landestheater Flensburg für ein Dänemark-Gastspiel als Frau Reich in den Lustigen Weibern von Windsor verpflichtet. In der Spielzeit 1985/86 war Wolf-Perraudin als lyrischer Mezzosopran am Staatstheater Oldenburg engagiert. Ihre Debütrolle dort war die Magd Rosalia in Tiefland. In derselben Spielzeit sang sie dort außerdem noch die Maddalena in Rigoletto.
Ab der Spielzeit 1987/88 bis zum Ende der Spielzeit 1989/90 war Petra Wolf-Perraudin unter der Intendanz von Pierre Léon festes Ensemblemitglied am Theater Hildesheim. In dieser Zeit erarbeitete sie sich mehrere Partien des Mezzosopran-Opernfachs. Sie sang in insgesamt 253 Vorstellungen mit 11 Opern-Rollen, davon 8 Hauptpartien des lyrischen und dramatischen Mezzosopran-Opernfachs.
Sie sang in Hildesheim u. a. die Titelrolle in Carmen (Spielzeit 1987/88), Bersi, auch Madelon, in Andrea Chénier (Spielzeit 1987/88), Prinz Orlofsky in Die Fledermaus (Spielzeit 1987/88), Sesto in La clemenza di Tito (Spielzeit 1988/89), Anita in Das Mädchen von Navarra von Jules Massenet (Spielzeit 1988/89), die Titelrolle in La Cenerentola (Spielzeit 1988/89), Polina in Pique Dame (Spielzeit 1988/89), Frau Reich in Die lustigen Weiber von Windsor (Spielzeit 1989/90), Chiwrja in Der Jahrmarkt von Sorotschinzy (Spielzeit 1989/90) und Glucks Titelheld Orpheus (Spielzeit 1989/90). In der Spielzeit 1989/90 sang sie am Stadttheater Hildesheim die Elisabetta in Maria Stuarda in der deutschsprachigen Erstaufführung der Originalfassung des Werks.

### Weitere Engagements und Gastspiele
Beginnend mit einer Belcanto-Meisterklasse für junge Opernsänger im Engagement im Sommer 1991 in Wien begann Wolf-Perraudin berufsbegleitend ein mehrjähriges Aufbaustudium im Bereich Belcanto in Mailand und New York bei Franco Corelli und dessen Gattin Loretta di Lelio-Corelli. In den folgenden Jahren legte Wolf-Perraudin ihre künstlerischen Schwerpunkte vor allem auf Belcanto-Interpretationen und das Klassische Lied in Liederabenden mit Werken u. a. von Johannes Brahms, Richard Strauss und Hugo Wolf in Würzburg und anderen Stationen. Weiterhin sang sie auch Opernrollen. In der Spielzeit 1993/94 gastierte sie an den Städtischen Bühnen Münster als Frugola in Il tabarro. Sie nahm dramatischere Opernpartien, u. a. die Titelrolle in Samson und Dalila und die Herodias in Salome (1994; Theater Stralsund), in ihr Repertoire auf. In der Spielzeit 1994/95 gastierte sie am Landestheater Eisenach als Elisabetta in Maria Stuarda.
Sie trat, insbesondere als Konzertsängerin und mit Liederabenden, im In- und Ausland auf. Sie sang u. a. in Berlin, Hamburg, Eisenach, Münster, in Österreich (Wien und Salzburg), Italien (Venedig, Triest, Bozen und Vicenza) und in den USA (Houston, Austin). Seit 2007 tritt sie, nach einer längeren Schaffenspause, schwerpunktmäßig mit Konzertprojekten und klassischen Liederabenden auf.
Sie wirkte in Rundfunkproduktionen des SFB/RBB und des NDR mit. Im Dezember 2008 wurde eine Live-Audio-CD zu Kirchenarien mit Wolf-Perraudin unter dem Titel Schätze des Belcanto veröffentlicht. Seit 2011 erfolgt durch Wolf-Perraudin eine umfängliche Dokumentation zur Geschichte und Entwicklung der Italienischen Oper und des Belcanto in einer umfassenden Internet-Radio-Sendereihe.

### Lehrtätigkeit
Nach einer ersten Lehrtätigkeit 1992–1993 an der Fachhochschule Hildesheim in Stimm-, Sprechbildung und Gesang begann Wolf-Perraudin ab 1993 nebenberuflich sukzessive mit der Entwicklung und Unterrichtung eines vokal-pädagogischen, ganzheitlich orientierten Lehr-Konzepts von Stimm- und Sprechbildung, Gesang und Belcanto. Seit 1997 ist Wolf-Perraudin als Stimm-, Sprech- und Gesangspädagogin, Stimmbildnerin, vokale Ausbilderin, Vocal Coach und Coach für professionelle Performance tätig. Sie führt ihr eigenes Institut für Stimm- und Präsentationstraining in Hannover.

### Privates
Wolf-Perraudin ist mit dem Diplom-Ingenieur Luc Perraudin, dem Sohn des Malers, Grafikers und Kirchenkünstlers Wilfrid Perraudin, verheiratet. Sie lebt in Hannover.